# 波拉科峰

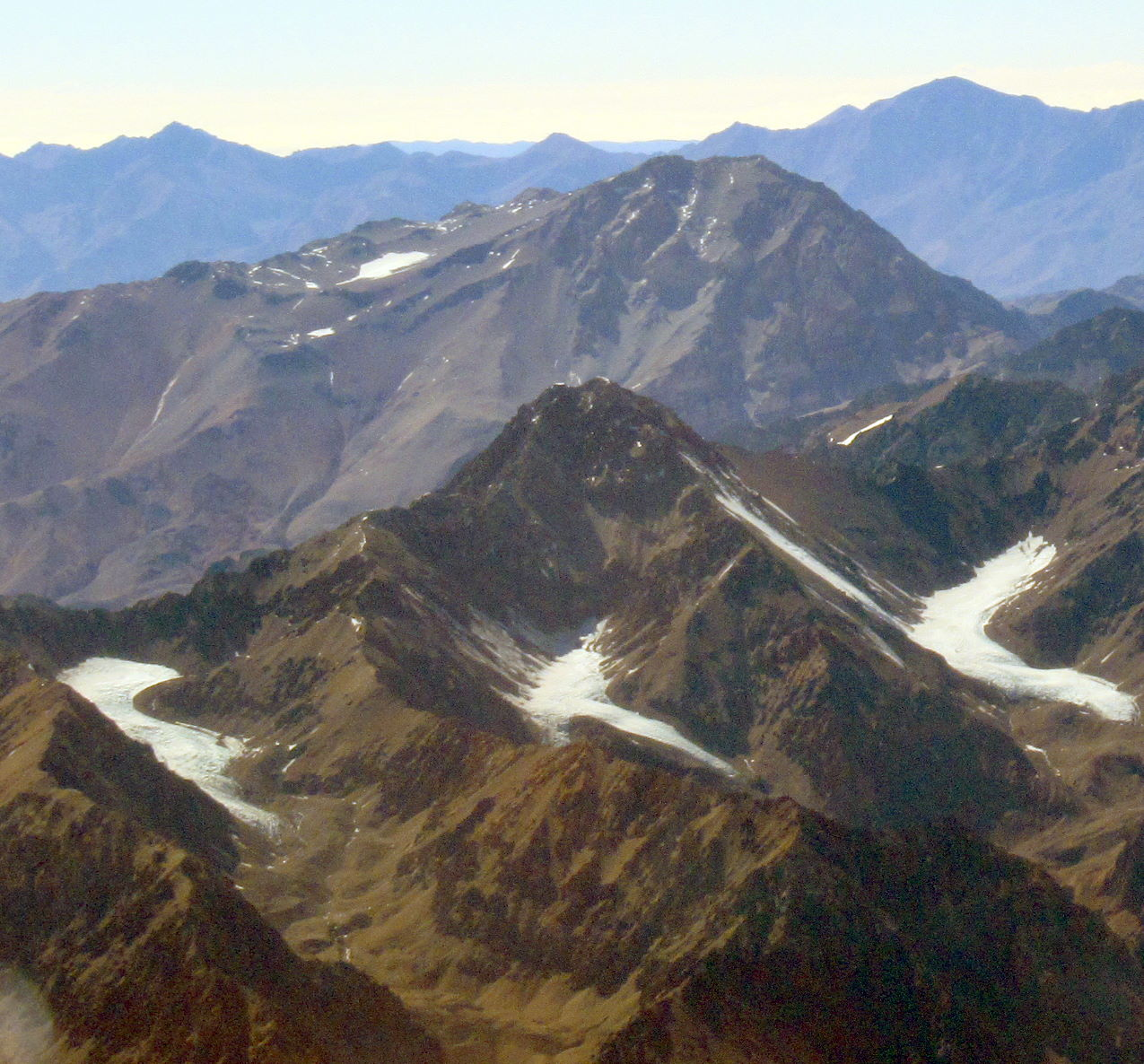

波拉科峰（西班牙語：Pico Polaco）是阿根廷的山峰，屬於安第斯山脈中拉馬達山脈的一部分，該山峰的海拔高度為6,050米，波蘭的考察隊在1934年首次登頂。